# José Giménez
José María Giménez de Vargas (Canelones, 20 de janeiro de 1995) é um futebolista uruguaio que atua como zagueiro. Atualmente joga pelo Atlético de Madrid.

## Carreira

### Danubio
Nascido em Canelones, Giménez fez sua estreia profissional pelo Danubio sob o comando de Juan Ramón Carrasco em 10 de novembro de 2012, entrando aos 46 minutos na derrota por 1–0 para o Central Español, pelo Campeonato Uruguaio de 2012–13.
Na partida seguinte, foi titular pela primeira vez na derrota para o River Plate. No total, disputou 16 partidas com a camisa do Danubio, todas pelo campeonato nacional.

### Atlético de Madrid

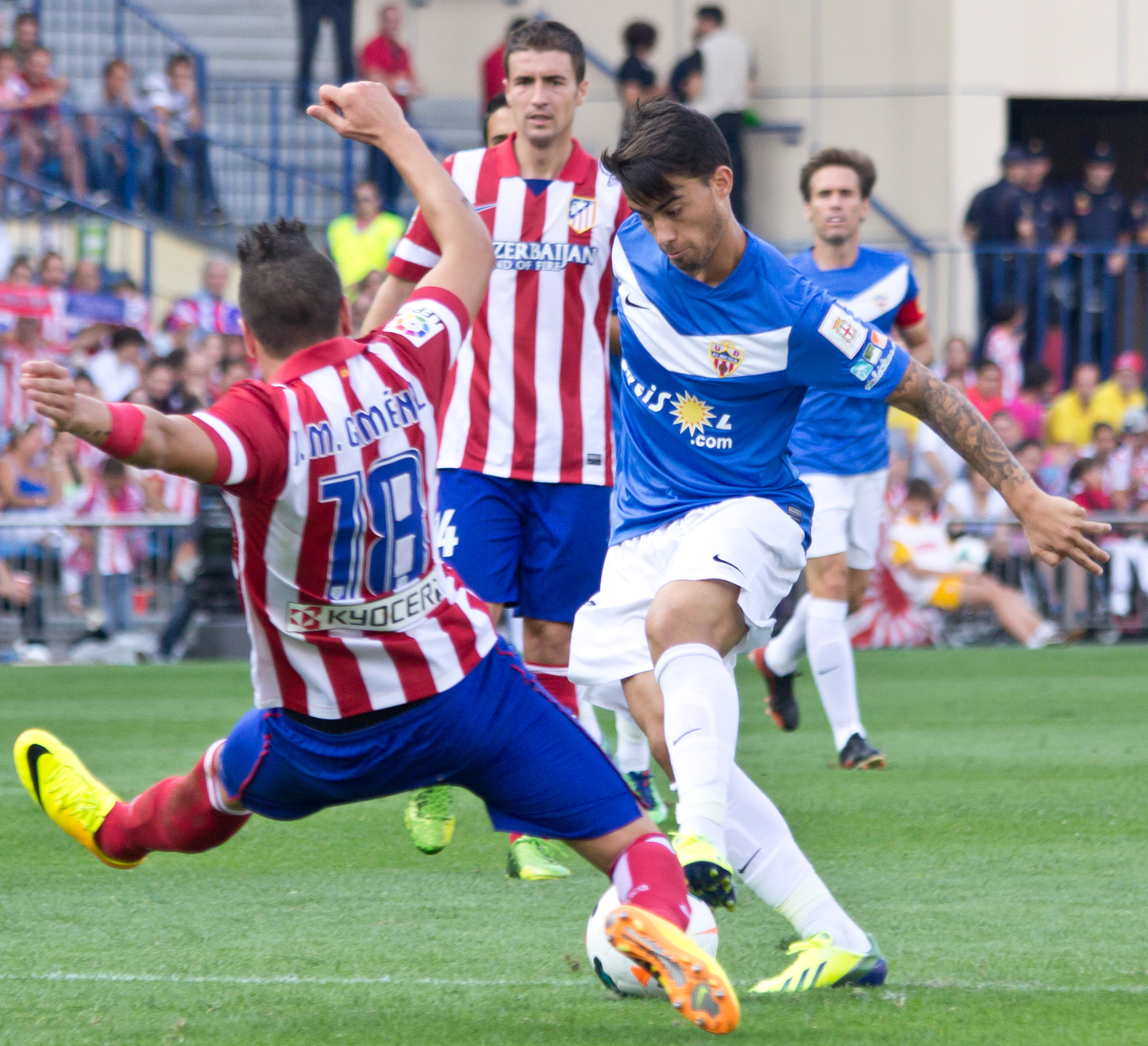
José em sua estreia pelo Atlético de Madrid em 2013.

Em 25 de abril de 2013 foi anunciado como reforço do Atlético de Madrid. Se juntou ao clube durante a pré-temporada de 2013–14. Fez a sua estreia em 14 de setembro pela La Liga contra o UD Almeria.

## Carreira Internacional
Giménez participou pela Uruguai na Copa do Mundo FIFA Sub-20 de 2013, quando a equipe terminou como vice-campeã, perdendo para a França.
Em 2 de junho de 2014, Giménez foi convocado pelo técnico Oscar Tabarez para o elenco do Uruguai que disputaria no Brasil a Copa do Mundo FIFA de 2014.
Giménez marcou seu primeiro gol internacional em uma vitória amistosa por 1 a 0 contra a Coreia do Sul em 8 de setembro de 2014. Em maio de 2015, ele foi convocado para o elenco do Copa América de 2015 pelo técnico Óscar Tabárez.
Em 20 de junho, ele marcou o gol do Uruguai em um empate por 1 a 1 com o Paraguai, que viu ambas as equipes avançarem para a fase eliminatória da Copa América de 2015. Em maio de 2018, ele foi convocado para o elenco provisório de 26 jogadores do Uruguai para a seleção da Copa do Mundo FIFA de 2018 na Rússia.
Em março de 2019, Tabárez incluiu Giménez no elenco final de 23 jogadores do Uruguai para a Copa América de 2019 no Brasil.

## Títulos
Atlético de Madrid
- Campeonato Espanhol: 2013–14, 2020–21
- Supercopa da Espanha: 2014
- Liga Europa da UEFA: 2017–18
- Supercopa da UEFA: 2018